# Буддхабхадра (переводчик)
Буддхабхадра (359—429) (санскр.: «Благость Будды») — индийский «шрамана» (странствующий буддийский монах), один из переводчиков буддийской канонической литературы с санскрита на китайский язык. Фактически Буддхабхадра стоял во главе группы переводчиков, как индийцев, так и (в основном) китайцев, принявших буддизм, и осуществлявших перевод буддийских канонических сочинений.
Пришёл из Индии в Китай во второй половине IV века н. э..
Он автор первого китайского перевода Аватамсака-сутры («Цветочной гирлянды сутр»), осуществлённого в Китае в IV—V в.в. нашей эры.